# Vilhelm Hammershøi
Vilhelm Hammershøi (n. 15 mai 1864, Copenhaga, Danemarca – d. 13 februarie 1916, Copenhaga, Danemarca) a fost un pictor danez. Este cunoscut pentru realizarea portretelor și pentru reprezentarea interioarelor.

## Galerie

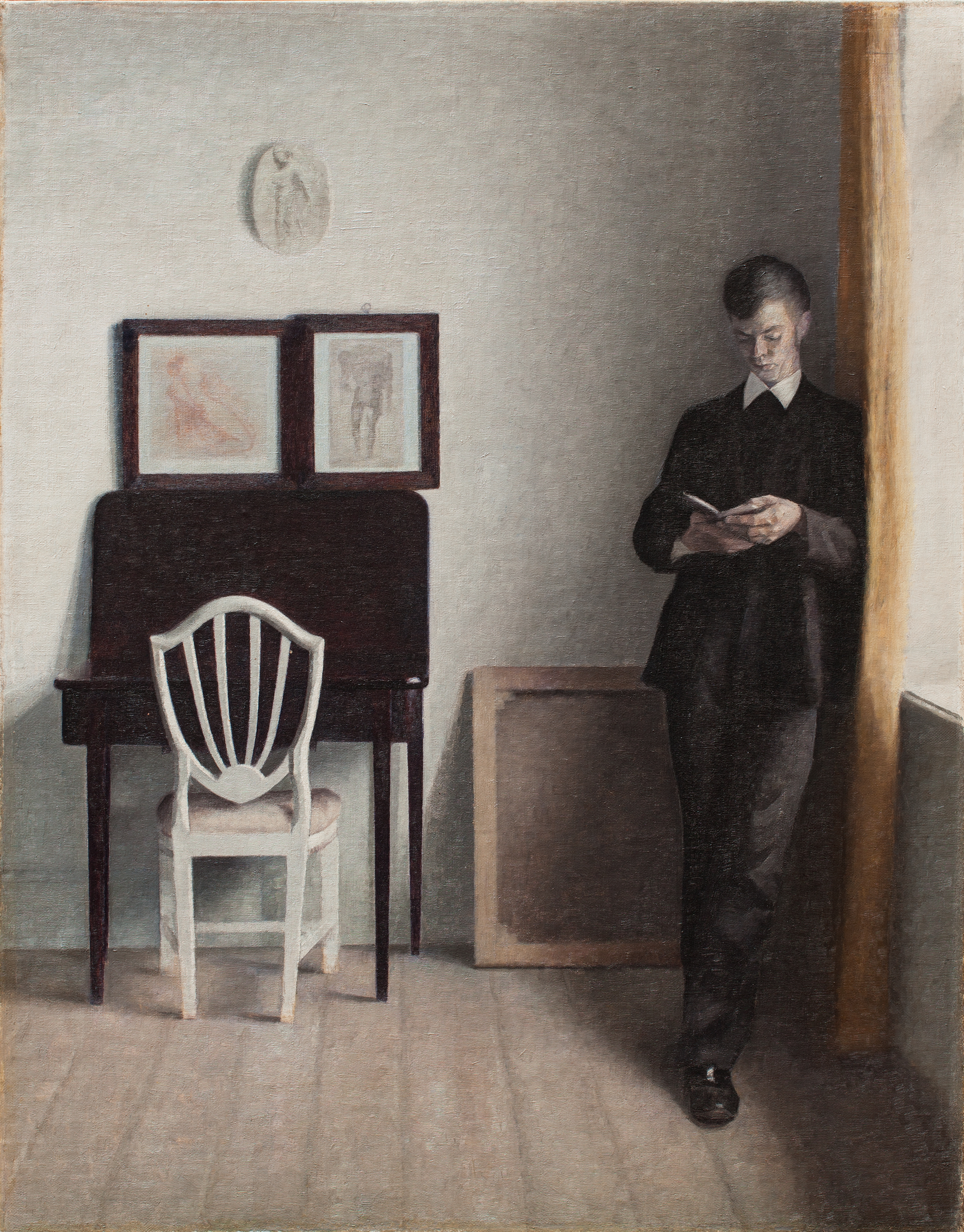
Interior cu un tânăr (1898)
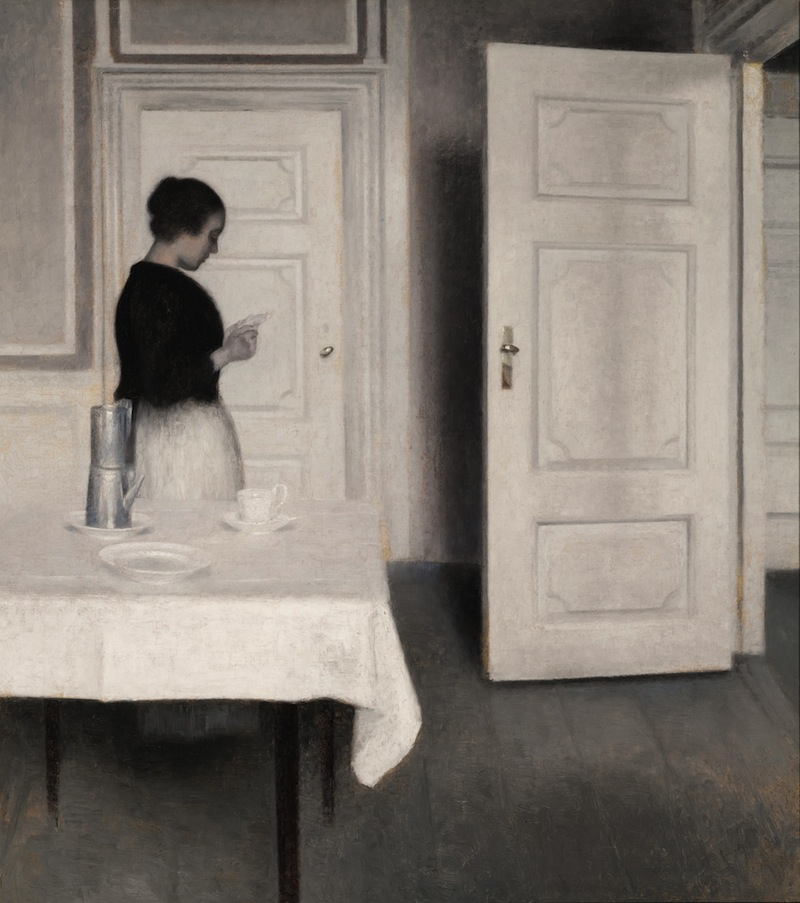
Ida citind o scrisoare (1899)
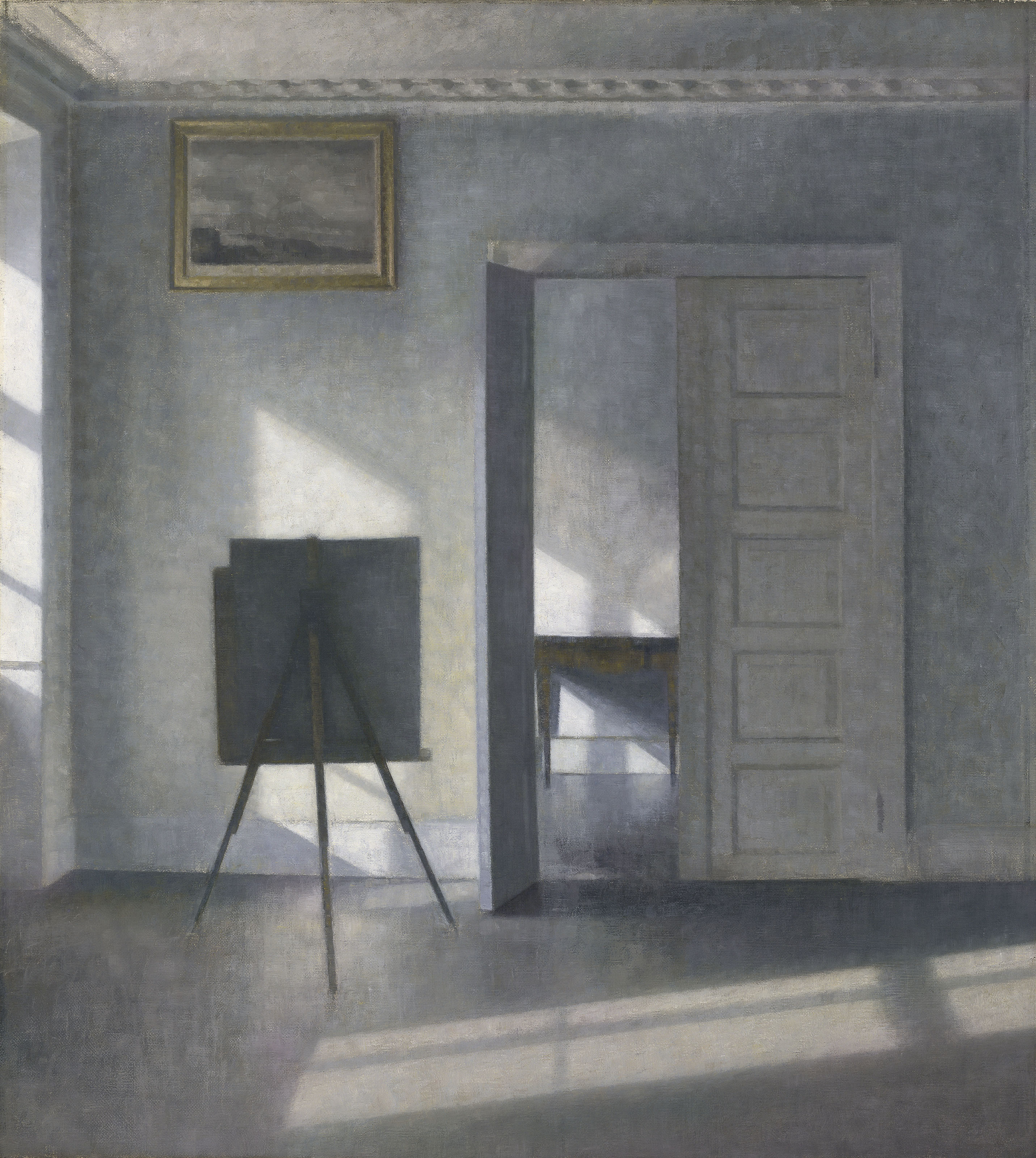
Interior cu șevalet, Bredgade 25 (1912)